# 竜王山 (徳島県)
竜王山（りゅうおうさん）は、徳島県那賀町にある山。標高は732.2m。

## 地理
旧那賀郡鷲敷町と相生町の境界に位置。頂上からの展望に優れ、山容も整う。旧鷲敷町の丹生谷橋の西から北に向かうとミカン畑の付近に登山口がある。
尾根をほぼまっすぐ丁石を見ながら登ると、一時間余りで岩山のピークに立つ。南西から西にかけて木頭の連山が開け、少し西には30m余の断崖がある。東に大竜王山が迫り、その先に小松島市・橘湾、眼下には那賀川の清流が蛇行する。
山頂から少し下ると竜王権現の祠があり、広場に堂宇もある。付近にはリョウブ・クロモジ・コナラ・ソヨゴ・アカガシ・イヌシデなどの樹木が目につく。